# برص الصحراء العربية
برص الصحراء العربية أو برص حُبيبي (الاسم العلمي)، نوع من أبو بريص ينتمي إلى فصيلة الوزغية. موطنه الشرق الأوسط